# TOI-561
TOI-561とは、金属量が少ない古い太陽のような恒星であり、複数の小さな太陽系外惑星が周囲を公転していることが知られている。年齢は105億年と推定されているK型主系列星（橙色矮星）であり、太陽の質量の約79%、半径の約85%を持つ。
2021年1月（arXivへ投稿されたのは2020年9月7日）、カリフォルニア大学リバーサイド校のLauren Weissが率いるチームは、NASAのTESSからの観測データを使用して、非常に主星に近い軌道を公転しているスーパー・アースとその外側を公転する2つのミニ・ネプチューンを発見したと発表した。最も内側の惑星であるTOI-561 bは、公転周期が1日以下の超短周期惑星である。一方、パドヴァ大学のGaia Lacedelliが率いる別のチームは、2020年12月に公表された論文でこの発見を独自に発表した。ただし、2つの論文は惑星系の構造について意見が一致していない。最も内側の2つの惑星は両方の論文によってTESSデータから確認されたが、Weissは公転周期が16.3日の軌道で1つの3個目の惑星のみを主張し、Lacedelliは25.6日と77日のより公転周期の長い軌道で2つの3個目・4個目の惑星の存在を主張していた。
2022年1月19日、惑星系の構造は更なる観測によってb~eの4つの惑星であるとされ、これら4つの惑星の存在が確認された。

## 発見と命名法
TOI-561は、2MASSカタログでは2MASS J09524454+0612589、TESS Input CatalogではTIC 377064495としても指定されている。この恒星の周囲を公転している惑星候補が最初に特定されたとき、TOI-561という名称が与えられた。TOIはTESS object of interestの略である。
惑星系はLacedelli et al 2020とWeiss et al 2021によってそれぞれ独立して発見され、特徴付けられた。Lacedelli et alは、4つの太陽系外惑星の証拠を発見した。超短周期惑星（USP）のスーパー・アースであるbと3つのミニ・ネプチューンであるc、d、eである。2つの惑星dとeは、元々ExoFOPで16日間の公転周期を持つ単一の惑星としてリストされていたが、Lacedelliは高精度視線速度系外惑星探査装置（HARPS）からの視線速度データを使用してその軌道上の惑星を検出できず、代わりにHARPSによって発見された25.6日と77.2日に相関する惑星による2つの別々のトランジットが来ると解釈した。2022年1月19日に公開された論文により、これらの惑星の構造が正しいことが判明した。
一方、2021年1月、Lauren Weissが率いるチームによるTOI-561に関する研究が発表されていた。Lacedelliとは異なり、16日間の信号の存在を支持し、それをTOI-561 dと指定した。この惑星は、NASA Exoplanet ArchiveではTOI-561 fと呼ばれ、Lacedelliの論文のTOI-561 dとの混同を避けていた。

## 特徴
TOI-561は、太陽の約80%の大きさを持つ黄色またはオレンジ色の恒星である。Lacedelliによれば、太陽の半径の85%、質量79%で、温度は5455ケルビンである。また、Weissによれば、半径83.2%、質量80.5%であり、温度は5326ケルビンで、光度は太陽の半分強である。両方のチームは、TOI-561の金属量が非常に少ないか、水素やヘリウムより重い元素が非常に少なく、非常に古い恒星であることを発見した。WeissはTOI-561の年齢がおよそ100億年と計算している。また、銀河系の厚い円盤の一部に位置している、トランジットを起こす太陽系外惑星を確認した最初の恒星である。

## 惑星系
| 名称 （恒星に近い順） | 質量               | 軌道長半径 （天文単位） | 公転周期 (日)                  | 軌道離心率         | 軌道傾斜角        | 半径               |
| --------------------- | ------------------ | ----------------------- | ------------------------------ | ------------------ | ----------------- | ------------------ |
| b                     | 2.00±0.23 M⊕       | 0.0106±0.0001           | 0.4465688+0.0000007 −0.0000008 | 0                  | 87.2+1.9 −2.1°    | 1.425±0.037 R⊕     |
| c                     | 5.39+0.69 −0.68 M⊕ | 0.0884±0.0009           | 10.778831+0.000034 −0.000036   | 0.030+0.035 −0.021 | 89.69+0.21 −0.31° | 2.91±0.04 R⊕       |
| d                     | 13.2+1.0 −0.9 M⊕   | 0.158±0.002             | 25.7124+0.0001 −0.0002         | 0.122+0.054 −0.048 | 89.40+0.21 −0.11° | 2.82±0.07 R⊕       |
| e                     | 12.6±1.4 M⊕        | 0.328±0.003             | 77.03+0.25 −0.24               | 0.079+0.058 −0.050 | 89.80+0.13 −0.10° | 2.55+0.12 −0.13 R⊕ |
| 惑星? (候補)          | ≥20±3 M⊕           | 1.1+0.6 −0.4            | 473+36 −25                     | 0.085+0.083 −0.059 | —                 | —                  |

惑星系の構造・惑星の数は対立していたが、CHEOPSやHARPS-N、TESSによるフォローアップ観測によって2022年1月19日にb・c・d・eの4つの惑星が存在することが確認された。これにより、以前に提案されていたfの存在は否定された。また、ドップラー分光法によって公転周期が450日よりも大きい信号が検出されており、長周期惑星が原因である可能性がある。c・d・eは、水の層に加えて水素とヘリウムのエンベロープが存在する可能性がある（bには存在しない）。

### TOI-561 b

TOI-561 bの想像図

TOI-561 bは、約1.4地球半径のUSPのスーパー・アースである。公転周期は11時間未満と非常に短く、地球における1日の半分未満であるため、平衡温度は2,480 ± 200 K (2,207 ± 200 °C; 4,004 ± 360 °F)となっている。惑星は小さすぎて激しく照射されているため、周囲の原始的な水素とヘリウムのエンベロープを保持できないと考えられている。ただし、惑星の構成は2つの研究の間で大きく異なっている。Weiss 2020は、地球とほぼ同じで、岩石が多いが鉄分が少ない組成を意味する、約3.2地球質量と1立方センチメートルあたり5.5グラムの密度を発見した。一方、Lacedelli 2020は、1.59地球質量で、密度が1立方センチメートルあたり3.0グラムであり、そのサイズの惑星としては異常に低く、50%以上の水で構成されていることを示している。1.83地球質量という彼らのより高い質量推定値でさえ、依然として大量の水の存在と一致している。地球の5,100倍の日射量で、TOI-561 bはそのガス層を失い、揮発性物質がほとんどないはずである。したがって、惑星にかなりの量の水がある場合、それは惑星を作る膨らんでいる大気に蒸発したと著者は信じている。大きく、密度が低く、水分が豊富であるとされている。非常に水が豊富な惑星である場合、TOI-561 bは、スーパー・アースが「雪線」を超えて形成され、内側に軌道が移動するという形成シナリオの証明となる。

### TOI-561 c
TOI-561 cは、10.7日ごとに軌道を1周するミニ・ネプチューンまたはガス・ドワーフで、平衡温度は860 ± 70 K (586.9 ± 70.0 °C; 1,088.3 ± 126.0 °F)である。2.9地球半径、5.4~7.0地球質量を持つこの惑星は、海王星に似た密度で1立方センチメートルあたり1.3~1.6グラムであり、これは、遠く離れていても、同様の組成を持つ小さなガス惑星であることを意味している。太陽系の天王星型惑星よりも熱く、主星に近い。

### TOI-561 d・e
TESSは、さらに2つのトランジット信号を観測した。SPOC pipelineからの元の惑星候補には、16日間の両方のトランジットが含まれていた。Lacedelliらは、その期間に対応する有意な視線速度信号を見つけることができなかったが、25.6日と77.2日の期間を持つ他の2つの信号を見つけ、2つの個々のトランジットの形状、期間、深さの違いにも気づいた。Lacedelliらは、16日間の信号は、代わりに同じサイズであるが異なる惑星からの2つの別々のトランジット信号であり、この視線速度分析で見つかった追加の信号に対応すると結論付けた。これらの惑星はTOI-561 d（25.6日）とTOI-561 e（77.2日）と指定された。Lacedelliらの分析によると、両方の惑星は2.5・2.7地球半径でTOI-561 cよりわずかに小さいが、両方とも地球の12倍と16倍の質量でかなり大きくなっている。dとeは、それぞれ1立方センチメートルあたり4.1グラムと4.6グラムとはるかに密度が高くなっている。これらは、水が>50%の質量を占めている場合や、水のマントルと岩石の核の上に薄い水素とヘリウムのエンベロープが存在している場合と一致している。

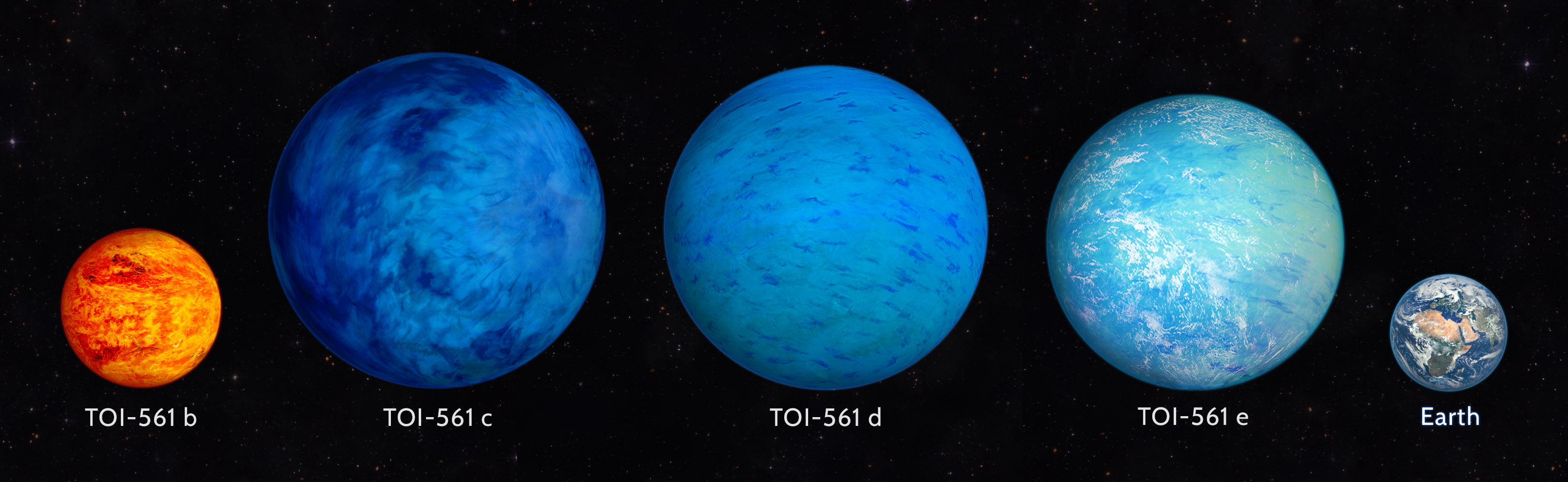
TOI-561系の惑星と地球の大きさ比較

### 以前考えられていた惑星系の構造
以前は、研究に応じて、TOI-561には3つ（Weiss）または4つ（Lacedelli）の惑星が周囲を公転していると考えられていた。この不一致は、Weiss 2020のTOI-561 dに関連する2つのトランジット信号の異なる解釈に起因している。TESSによって観測されたトランジットは2つだけであり、16日間の3番目のトランジットはデータギャップの途中で発生している。Weissは、2つのトランジットを単一のミニ・ネプチューンサイズの惑星のトランジットに起因すると考えていた。しかし、Lacedelli 2020による視線速度分析では、16日間の信号は検出されなかったものの、26日と77日の2つの追加の信号が検出されたため、それぞれ2つのトランジットに起因すると考えていた。
Weissらは、b・eとされていた2つのトランジットを1つの惑星として解釈し、約3地球質量に対応する非常に弱い視線速度信号も解釈している。ただし、正確な密度の推定を取得するには不正確すぎるため、この結果は正しくない可能性があった。この公転周期が16日間の惑星は以前に報告されたd・eと区別するために、NASA Exoplanet ArchiveではTOI-561 fと指定されていた。
| 名称 （恒星に近い順） | 質量          | 軌道長半径 （天文単位） | 公転周期 (日)     | 軌道離心率         | 軌道傾斜角        | 半径           |
| --------------------- | ------------- | ----------------------- | ----------------- | ------------------ | ----------------- | -------------- |
| b                     | 1.56±0.36 M⊕  | 0.01055±0.0008          | 0.446578±0.000017 | 0                  | 87.0+2.1 −2.8°    | 1.423±0.066 R⊕ |
| c                     | 5.40±0.98 M⊕  | 0.08809±0.0007          | 10.779±0.004      | 0.060+0.067 −0.042 | 89.53+0.32 −0.39° | 2.878±0.096 R⊕ |
| d                     | 11.95±1.28 M⊕ | 0.1569±0.0012           | 25.62±0.04        | 0.051+0.064 −0.031 | 89.54+0.28 −0.21° | 2.53±0.13 R⊕   |
| e                     | 16.0±2.3 M⊕   | 0.3274+0.0028 −0.0027   | 77.23±0.39        | 0.061+0.051 −0.042 | 89.75+0.14 −0.08° | 2.67±0.11 R⊕   |

| 名称 （恒星に近い順） | 質量            | 軌道長半径 （天文単位） | 公転周期 (日)               | 軌道離心率 | 軌道傾斜角 | 半径         |
| --------------------- | --------------- | ----------------------- | --------------------------- | ---------- | ---------- | ------------ |
| b                     | 3.2±0.8 M⊕      | 0.01064±0.00013         | 0.446573+0.000032 −0.000021 | 0          | —          | 1.45±0.11 R⊕ |
| c                     | 7.0±2.3 M⊕      | 0.0888±0.0011           | 10.77892±0.00015            | 0          | —          | 2.90±0.13 R⊕ |
| f（d）                | 3.0+2.4 −1.9 M⊕ | 0.1174±0.0015           | 16.287±0.005                | 0          | —          | 2.32±0.16 R⊕ |